# 大井玄慶
大井 玄慶（おおい はるよし/はるのり）は、室町時代から戦国時代の武将。信濃佐久郡にある11代目の大井城主。

## 概要
文明16年（1484年）2月、岩村田大井城は村上政清に攻められて落城、城主安房丸（大井政則?）は小諸に逃れ（『大田山実録（龍雲寺文書）』など）、岩村田大井宗家は滅亡した。安房丸は小諸城に在城し、その跡を子とされる玄慶が継いだ。
明応2年（1493年）、大井城主として龍雲寺を再興し（『大田山実録』）、大井城と城下町の復興に力を尽くした。跡を継いだのは長窪大井氏出身の大井忠孝（康光?）で、その跡を子の貞隆が継いだ。